# 藤原清貫
藤原 清貫（ふじわら の きよつら）は、平安時代前期の公卿。藤原南家、参議・藤原保則の四男。官位は正三位・大納言。

## 経歴
名地方官として知られた藤原保則の四男として生まれる。讃岐権大掾・中判事・兵部少丞を経て、寛平9年（897年）醍醐天皇の即位に伴い六位蔵人に任ぜられ、翌昌泰元年（898年）従五位下に叙せられる。
昌泰2年（899年）五位蔵人に右少弁を兼ねて醍醐天皇の身近に仕えた。昌泰4年（901年）に発生した昌泰の変（右大臣・菅原道真の追放）に関わったとされ、宇佐八幡宮への使者に任じられた折には、道真の見舞いを名目に大宰府を訪れ、帰京後に道真の動向を醍醐天皇や藤原時平に報告している。
延喜2年（902年）右少弁に任ぜられると、延喜5年（905年）には右衛門権佐（検非違使佐）を兼ね、史上初めて三事兼帯となる。その後も、延喜6年（906年）左少弁、延喜7年（907年）正五位下、延喜8年（908年）右中弁次いで左中弁、延喜9年（909年）従四位下・蔵人頭と、弁官を務めながら急速に昇進した。この間、藤原時平政権に参加し、延喜5年（905年）に開始された延喜式の編纂にも参加している。
延喜9年（909年）左大臣・藤原時平が急死するが、翌延喜10年（910年）清貫は参議兼右大弁に叙任され公卿に列す。議政官の傍らで、引き続き左右大弁や式部大輔を兼ねたほか、春宮亮として春宮・保明親王にも仕えている。その後の忠平政権下でも、延喜13年（913年）従三位・権中納言、延喜14年（914年）中納言、延喜21年（921年）正三位・大納言と順調に昇進し、太政官において、執政の左大臣・藤原忠平、天皇の外戚である右大臣・藤原定方に次ぐ地位を占めた。
しかし、延長8年（930年）6月26日に清涼殿において落雷の直撃を受ける。清貫は衣服を焼損し胸部を裂かれた状態で陽明門から自邸に搬出されたものの、即死状態であった（清涼殿落雷事件）。人々は清貫が菅原道真の追放に関与したために、その怨霊によって報いを受けたと噂したという。享年64。最終官位は大納言正三位兼行民部卿。

## 人物
囲碁の愛好家であり、醍醐天皇の御前で碁聖とよばれた僧・寛蓮と天覧対局を行った記録がある。

## 官歴
- 仁和4年（888年） 2月10日：讃岐権大掾
- 寛平5年（893年） 5月16日：中判事
- 寛平8年（896年） 正月26日：兵部少丞
- 寛平9年（897年） 7月7日：六位蔵人。7月26日：式部少丞
- 昌泰元年（898年） 11月21日[2]：従五位下（蔵人、臨時）
- 昌泰2年（899年） 正月21日：美濃守。3月7日：兵部少輔。3月28日：五位蔵人
- 昌泰3年（900年） 2月20日：兼相模権介。8月20日：式部権少輔
- 延喜2年（902年） 9月15日：右少弁
- 延喜4年（904年） 正月7日：従五位上
- 延喜5年（905年） 10月15日：兼右衛門権佐
- 延喜6年（906年） 3月25日：左少弁
- 延喜7年（907年） 正月：正五位下
- 延喜8年（908年） 正月12日：右中弁、春宮亮（春宮・保明親王）。8月28日：左中弁
- 延喜9年（909年） 正月7日：従四位下。5月11日：蔵人頭
- 延喜10年（910年） 正月13日：参議、亮如元。2月15日：兼右大弁
- 延喜11年（911年） 正月13日：兼讃岐権守。2月15日：兼左大弁。4月28日：兼式部大輔
- 延喜12年（912年） 正月7日：従四位上
- 延喜13年（913年） 正月28日：権中納言、従三位
- 延喜14年（914年） 8月25日：中納言。10月14日：兼陸奥出羽按察使
- 延喜15年（915年） 6月25日：兼右衛門督
- 延喜19年（919年） 正月28日：止按察使。9月13日：兼左衛門督
- 延喜20年（920年） 9月21日：兼民部卿、督如元
- 延喜21年（921年） 正月7日：正三位。正月30日：大納言。3月13日：兼東宮傅（春宮・保明親王）
- 延喜23年（923年） 3月21日：止傅
- 延長8年（930年） 6月26日：薨去（大納言正三位兼行民部卿）

## 系譜
- 父：藤原保則[3]
- 母：在原美子[4]（在原業平の娘）
- 生母不詳の子女
  - 男子：藤原有方
  - 男子：藤原千夏
  - 女子：藤原恒佐室